# Lowell Thomas
Lowell Thomas (1892 – 1981) est un animateur de radio, explorateur et écrivain américain.

## Biographie
Lowell Thomas et son fils, Lowell Thomas, Jr., se rendirent au Tibet en 1949. C'était un pays que Lowell Thomas voulait visiter depuis son enfance. Ils furent reçus au Bureau des Affaires étrangères du Tibet et rencontrèrent le 14e dalaï-lama. À leur retour, ils firent parvenir à Reginald Fox, atteint d’une polyarthrite rhumatoïde chronique, de la cortisone, un nouveau traitement à l’époque.
En 1972, il célèbre ses 80 dans le parc Magic Kingdom.

## Livres
Quelques-uns des livres de Lowell Thomas :
- With Lawrence in Arabia, 1924
- The First World Flight, 1925
- Beyond Khyber Pass, 1925
- Count Luckner, The Sea Devil, 1927
- European Skyways, 1927
- The Boy's Life of Colonel Lawrence, 1927
- Adventures in Afghanistan for Boys, 1928
- Raiders of the Deep, 1928
- The Sea Devil's Fo'c'sle, 1929
- Woodfill of the Regulars, 1929
- The Hero of Vincennes: the Story of George Rogers Clark, 1929
- The Wreck of the Dumaru, 1930
- Lauterbach of the China Sea, 1930
- India--Land of the Black Pagoda, 1930
- Rolling Stone, 1931
- Tall Stories, 1931
- Kabluk of the Eskimo, 1932
- This Side of Hell, 1932
- Old Gimlet Eye: The Adventures of General Smedley Butler, 1933
- Born to Raise Hell, 1933
- The Untold Story of Exploration, 1935
- Fan Mail, 1935
- A Trip to New York With Bobby and Betty, 1936
- Men of Danger, 1936
- Kipling Stories and a Life of Kipling, 1936
- Seeing Canada With Lowell Thomas, 1936
- Seeing India With Lowell Thomas, 1936
- Seeing Japan With Lowell Thomas, 1937
- Seeing Mexico With Lowell Thomas, 1937
- Adventures Among the Immortals, 1937
- Hungry Waters, 1937
- Wings Over Asia, 1937
- Magic Dials, 1939
- In New Brunswick We'll Find It, 1939
- Soft Ball! So What?, 1940
- How To Keep Mentally Fit, 1940
- Stand Fast for Freedom, 1940
- Pageant of Adventure, 1940
- Pageant of Life, 1941
- Pageant of Romance, 1943
- These Men Shall Never Die, 1943
- Back to Mandalay, 1951
- Out of this World: Across the Himalayas to Tibet (1951)
- Great True Adventures, 1955
- The Story of the New York Thruway (en), 1955
- Seven Wonders of the World, 1956
- History As You Heard It 1957
- The Story of the St Lawrence Seaway, 1957
- The Vital Spark, 1959
- Sir Hubert Wilkins, A Biography, 1961
- More Great True Adventures, 1963
- Book of the High Mountains, 1964
- Famous First Flights That Changed History, 1968  (ISBN 1-592-28536-8)
- Burma Jack, 1971  (ISBN 0-393-08647-X)
- Doolittle: A Biography, 1976  (ISBN 0-385-06495-0)
- Good Evening Everybody: From Cripple Creek to Samarkand, 1976  (ISBN 0-688-03068-8)
- So Long Until Tomorrow, 1977  (ISBN 0-688-03236-2)

## Cinéma
- 1930 : Africa Speaks! (en) (documentaire) : narrateur

## Références

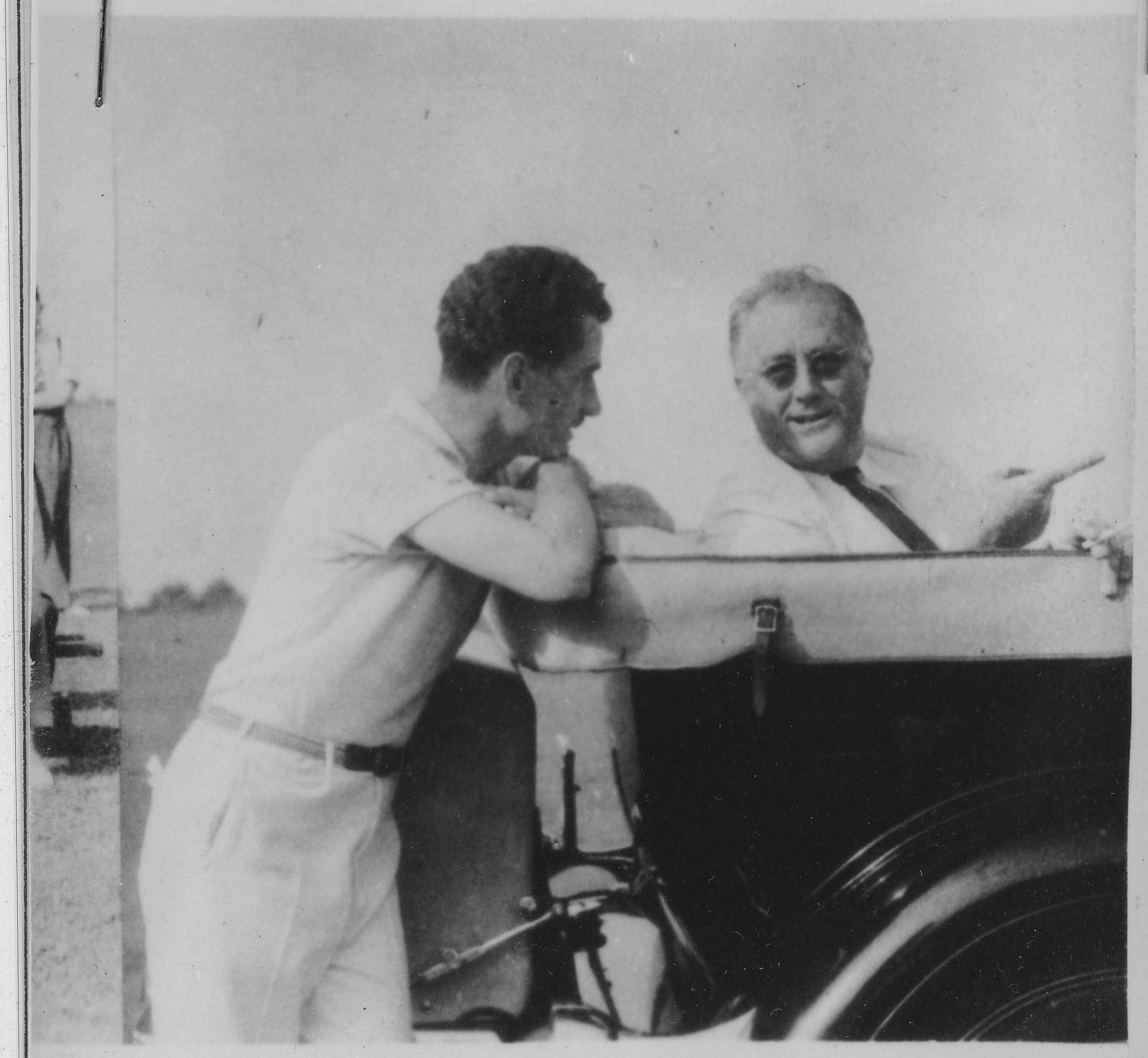
Lowell Thomas et Franklin Delano Roosevelt en 1936